# 無相
無相（むそう）とは仏教における用語の一つで、形や特徴がないこと。対義語は有相（うそう）。一切の執著から離れた境地をも指す。三解脱門の一つに数えられる。